# Leutenbach, Bayern
Leutenbach är en kommun och ort i Landkreis Forchheim i Regierungsbezirk Oberfranken i förbundslandet Bayern i Tyskland.
Kommunen ingår i kommunalförbundet Kirchehrenbach tillsammans med kommunerna Kirchehrenbach och Weilersbach.